# Pentorex
Pentorex (nome comercial: Modatrop), também conhecida como fenpentermina ou α,β-dimetilanfetamina, é uma droga estimulante análoga à fentermina que é usada como anorexígeno e supressor de apetite. Também atua como diurético. Foi desenvolvida na década de 1960 pela farmacêutica alemã Nordmark.